# Clásica de Almería 2008
La Clásica de Almería 2008, ventitreesima edizione della corsa e valida come prova del circuito UCI Europe Tour 2008 categoria 1.1, fu disputata il 2 marzo 2008 su un percorso totale di 187,9 km. Fu vinta dall'argentino Juan José Haedo al traguardo con il tempo di 4h22'46".
Partenza a El Ejido con 118 ciclisti di cui 106 portarono a termine la gara.

## Ordine d'arrivo (Top 10)
| Pos. | Corridore          | Squadra         | Tempo    |
| ---- | ------------------ | --------------- | -------- |
| 1    | Juan José Haedo    | CSC-Saxo Bank   | 4h22'46" |
| 2    | Óscar Freire       | Rabobank        | s.t.     |
| 3    | Graeme Brown       | Rabobank        | s.t.     |
| 4    | Koldo Fernández    | Euskaltel       | s.t.     |
| 5    | José Joaquín Rojas | C. d'Epargne    | s.t.     |
| 6    | Giuseppe Palumbo   | Acqua & Sap.    | s.t.     |
| 7    | Francisco Ventoso  | Andalucía       | s.t.     |
| 8    | Edgar Pinto        | Sport Lisboa    | s.t.     |
| 9    | Juan Mouron Doldan | Xacobeo Galicia | s.t.     |
| 10   | Rafael Rodriguez   | Contentpolis    | s.t.     |